# Gerhard Hennige
Gerhard Hennige   (Karlsruhe, 23 de setembre de 1940) és un atleta alemany, ja retirat, especialista en els 400 metres tanques, que va competir durant la dècada de 1960.
El 1968 va prendre part en els Jocs Olímpics d'Estiu de Ciutat de Mèxic, on va disputar dues proves del programa d'atletisme. En la cursa dels 400 metres tanques guanyà la medalla de plata, mentre en els 4×400 metres, formant equip amb Manfred Kinder, Helmar Müller i Martin Jellinghaus, va guanyar la medalla de bronze.
En el seu palmarès també destaca una medalla de bronze al Campionat d'Europa d'atletisme de 1969. A nivell nacional es va proclamar subcampió d'Alemanya Occidental en els 400 metres tanques de 1967 a 1970 i campió en el relleu de 4x400 metres de 1967 a 1969.
Durant la dècada de 1990 va ser durant algun temps el preparador físic del pilot de Fórmula 1 Michael Schumacher.

## Millors marques
- 400 metres. 46.5" (1968)
- 400 metres tanques. 49.02" (1968)[5]